# HMS Aboukir
HMS Aboukir je bila križarka razreda Cressy Kraljeve vojne mornarice.
Leta 1902 je bila zgrajena v ladjedelnici Fairfield Shipbuilding & Engineering Co Ltd (Govan, Škotska).
Bila je ena od štirih plovil kontraadmirala Campbella, ki je poveljeval Sedmemu križarskemu eskadronu.
Septembra 1914 so Aboukir in njeni sestrski ladji Cressy in Hogue patruljirale v Broad Fourteens (Severno morje); zaradi slabega vremena so bile brez zaščite rušilcev.
Med plovbo jo je v sredino ladje zadel  torpedo iz nemške podmornice U-9, tako da se je potopila v 20 minutah , skupaj s 527 člani posadke.
Obe sestrski ladji sta bili poslani v reševanje brodolomcev, a sta bile obe potopljeni (skupaj je umrlo 1.397 mornarjev). To je prvi prikaz moči podmornic kot pomembnega dejavnika prve svetovne vojne.